# Карапеліт
Кара́пеліт (болг. Карапелит) — село в Добрицькій області Болгарії. Входить до складу громада Добричка.
У селі перебуває одне з трьох архієрейських намісництв Доростольської єпархії БПЦ. 

## Населення
За даними перепису населення 2011 року у селі проживали 1111 осіб.
Національний склад населення села:
| Національність   | Кількість осіб | Відсоток |
| ---------------- | -------------- | -------- |
| болгари          | 549            | 50,0%    |
| цигани           | 524            | 47,7%    |
| турки            | 22             | 2,0%     |
| Всього відповіли | 1099           |          |

Розподіл населення за віком у 2011 році:
Динаміка населення:

## Уродженці
- Любомир Тодоров — посол Болгарії у Фінляндії від 2012.